# Virserums köping
Denna artikel behandlar den tidigare kommunen Virserums köping. För orten se Virserum.
Virserums köping var en tidigare kommun i Kalmar län. Den omfattade församlingarna Järeda och Virserum. Vid kommunreformen 1971 uppgick den i Hultsfreds kommun.

## Administrativ historik
Virserums köping bildades den 1 januari 1956 genom en ombildning av Virserums landskommun där Virserums municipalsamhälle inrättats 9 februari 1917. Den 1 januari 1971 uppgick köpingen i Hultsfreds kommun.

### Kyrklig tillhörighet
I kyrkligt hänseende tillhörde köpingen församlingarna Järeda och Virserum.

## Köpingsvapnet
Blasonering: I fält av silver en medelst vågskuror bildad blå bjälke, belagd med en fisk (asp) av silver med röda fenor samt åtföljd ovan av två och nedan av ett rött vattenhjul.
Vapnet utformades av Svenska Kommunalheraldiska Institutet och fastställdes 1959.

## Befolkningsutveckling
| Befolkningsutvecklingen i Virserums köping 1955–1969                                             | Befolkningsutvecklingen i Virserums köping 1955–1969 | Befolkningsutvecklingen i Virserums köping 1955–1969 | Befolkningsutvecklingen i Virserums köping 1955–1969 | Befolkningsutvecklingen i Virserums köping 1955–1969 |
| ------------------------------------------------------------------------------------------------ | ---------------------------------------------------- | ---------------------------------------------------- | ---------------------------------------------------- | ---------------------------------------------------- |
|                                                                                                  |                                                      |                                                      |                                                      |                                                      |
| År                                                                                               |                                                      |                                                      | Folkmängd                                            |                                                      |
| 1955                                                                                             | 1955                                                 |                                                      | 4 927                                                |                                                      |
| 1960                                                                                             | 1960                                                 |                                                      | 4 843                                                |                                                      |
| 1965                                                                                             | 1965                                                 |                                                      | 4 684                                                |                                                      |
| 1969                                                                                             | 1969                                                 |                                                      | 4 515                                                |                                                      |
| Anm: Befolkning den 31 december enligt den administrativa indelningen den 1 januari följande år. |                                                      |                                                      |                                                      |                                                      |

## Geografi
Virserums köping omfattade den 1 januari 1961 en areal av 245,75 km², varav 231,10 km² land.

### Tätorter i köpingen 1960
| Tätort     | Folkmängd |
| ---------- | --------- |
| Virserum   | 2 414     |
| Järnforsen | 707       |

Tätortsgraden i köpingen var den 1 november 1960 64,4 procent.

## Politik

### Mandatfördelning i valen 1958-1966
| 15 | 6 | 4 | 10 |

| 31 |

| 15 | 7 | 5 | 8 |

| 31 |

|  | 12 | 8 | 5 |  | 8 |

| 32 |